# Артър Смит (журналист)
Вижте пояснителната страница за други личности с името Смит.
Артър Дъглас Хоуден Смит (на английски: Arthur Douglas Howden Smith) е американски журналист, защитник на революционната борба на българите в Македония и Одринско.

## Биография
Артър Смит е роден през 1887 година. През есента на 1907 година се присъединява към неврокопската чета на Петър Милев с помощта на Божидар Татарчев, преживяванията с която описва в редица кореспонденции до нюйоркския вестник „Ивнинг пост“. Разширено и допълнено издание на спомените му е издадената през 1908 година „Спомени от Македония“ (на английски: Fighting the Turk in the Balkans; an American's adventures with the Macedonian revolutionists), в която описва българския характер на революционната борба в Македония.
Автор е и на книгите „A Cadet of Belgium: An American Boy in the Great War“ (1915 година), „The real Colonel House“ (1918) и „Grey maiden, the story of a sword through the ages“ (1929). Артър Смит умира през 1945 година.